# Red slave
Red slave je visoko vojaško odlikovanje nekdanje Sovjetske zveze, ki je bilo ustanovljeno 8. novembra 1943.

## Kriteriji
Red je bil podeljen pripadnikom kopenske vojske in vojnega letalstva do vključno čina poročnika. Pripadniki kopenske vojske so red prejeli za izkazano hrabrost v boju s sovražnikom ter za uničenje 10 - 50 vojakov, ujetje častnika, uničenju dveh tankov,... Pripadniki vojnega letalstva so dobili red za uničenje 2 do 4 letal v boju, uničenju 2 tankov, vlaka, mosta, skladišč streliva, bojne ladje,... Pripadniki Rdeče armade so bili ob podelitvi avtomatično povišani. Tujci so lahko prejeli to odlikovanje.

## Opis

### Red slave 1. razreda
Red je iz zlata in rdeče emajliran.

### Red slave 2. razreda
Red je iz srebra, pozlačen in rdeče emajliran.

### Red slave 3. razreda
Red je iz srebra in rdeče emajliran.

## Nadomestne oznaka
Nadomestna oznaka za vse 3 razrede je enaka; zlati trak s tremi 4 mm črnimi pasovi.

## Nosilci
Med drugo svetovno vojno je bilo podeljenih 2.398 redov 1. razreda, okoli 46.000 2. razreda in okoli 980.000 3. razreda.